# Anneliese Weber
Anneliese Weber es una deportista alemana que compitió para la RFA en triatlón. Ganó una medalla de bronce en el Campeonato Europeo de Triatlón de Media Distancia de 1988.

## Palmarés internacional
| Campeonato Europeo | Campeonato Europeo   | Campeonato Europeo | Campeonato Europeo |
| Año                | Lugar                | Medalla            | Prueba             |
| ------------------ | -------------------- | ------------------ | ------------------ |
| 1988               | Stein (Países Bajos) | Medalla de bronce  | Individual         |